# Тыва
Тыва́ или Тува́, официальное название — Респу́блика Тыва́ или Респу́блика Тува́ (тув. Тыва Республика; Тыва), — субъект Российской Федерации, республика в её составе.
На западе граничит с Республикой Алтай и Республикой Хакасией, на севере — с Красноярским краем, на северо-востоке — с Иркутской областью и Республикой Бурятия России, на юге — с Монголией.
Республика входит в Сибирский федеральный округ. Является частью Восточно-Сибирского экономического района. Столица — город Кызыл.
Вошла в состав РСФСР 14 октября 1944 года как Тувинская автономная область, с 1961 года Тувинская Автономная Советская Социалистическая Республика, преобразована в республику 24 мая 1991 года.
Государственные языки — тувинский и русский. В Тоджинском кожууне распространён тоджинский этнолект.

## Физико-географическая характеристика

Карта Республики Тыва

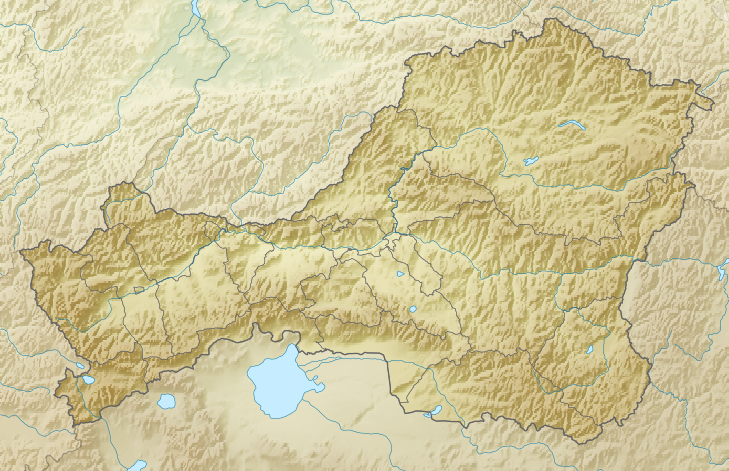
Физическая карта Республики Тыва

### География
Республика Тыва расположена в географическом центре Азии на юге Восточной Сибири, в верховьях Енисея. Максимальная протяжённость территории с севера на юг — 420 км, с запада на восток — 630 км; максимальная и минимальная протяжённости — 720 км и 120 км соответственно. Общая площадь республики — 168,6 тысяч км².
Республика граничит: на юге и юго-востоке — с Монголией, на востоке — с Республикой Бурятией, на северо-востоке — с Иркутской областью, на севере — с Красноярским краем, на северо-западе — с Республикой Хакасией, на западе — с Республикой Алтай.
Тува представляет собой гористый регион с чередованием горных хребтов и межгорных котловин. Около 80 % территории республики занимают горы, и лишь оставшаяся её часть — равнинные степные участки.
В столице Республики Тыва Кызыле находится географический центр Азии. Обелиск «Центр Азии» установлен на набережной в 1 км ниже слияния Бий-Хема и Каа-Хема на левом берегу Енисея и является достопримечательностью города.

### Часовой пояс
Республика Тыва находится в часовой зоне МСК+4. Смещение применяемого времени относительно UTC составляет +7:00.

### Климат
Климат — резко континентальный. Лето умеренно тёплое в горах, и жаркое в котловинах. Среднегодовая температура воздуха — −5,5 °C; абсолютный минимум/максимум — −59/+38 °C. Среднегодовое количество осадков составляет от 200 мм в котловинах, и до 1000 мм в горах. Наиболее благоприятное время года — поздняя весна и ранняя осень. Вегетационный период составляет 150—160 дней. По территории Тувы распространены участки многолетней мерзлоты.

### Рельеф

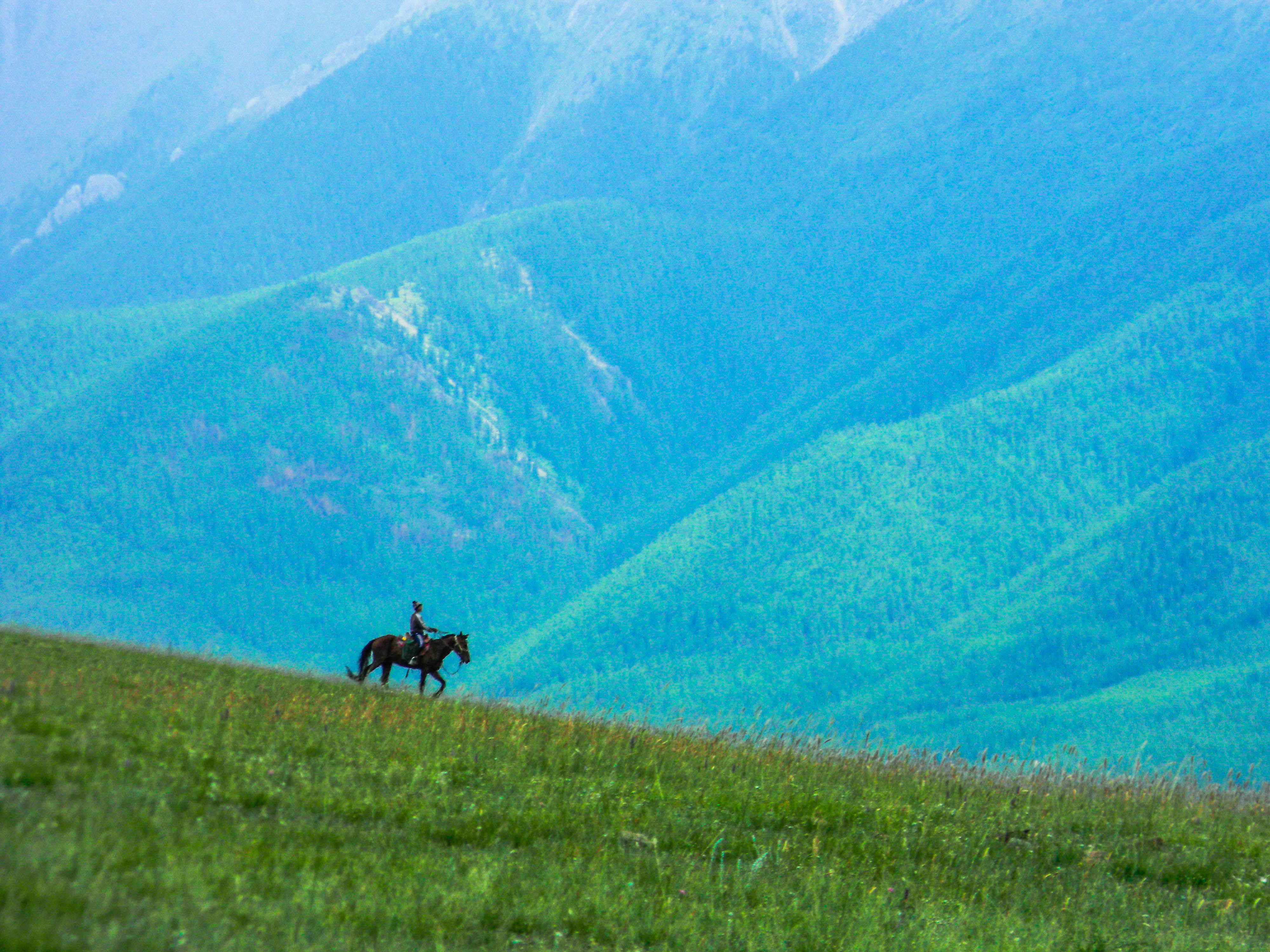
Горы Таңды-Уула, Республика Тыва, Чеди-хольский кожуун

По своему рельефу территория республики — горно-котловинная. Горы занимают примерно 82 % её площади, и лишь оставшаяся её часть — равнинные участки.
На севере и востоке Тувы расположены хребты и отроги Саянских гор с вершинами высотой 2000—3000 метров над уровнем моря. В срединной части система хребтов Академика Обручева смыкается с Восточным Саяном. Там, где берёт начало Бий-Хем (Большой Енисей), расположено высокогорное базальтовое плато Дерби-Тайга с 16 потухшими вулканами.
На западе Тывы расположены хребты и отроги Алтайских гор с вершинами высотой более 3000 м над уровнем моря. Самые высокие из них — Монгун-Тайга (3976 м), Ак-Оюк (3608 м), Монгулек (3485 м), Кызыл-Тайга (3121 м).
Горы играют роль стены, изолирующей от внешних влияний, определяя климат республики как резко континентальный, характеризующийся морозной, безветренной зимой, в котловинах малоснежной.

### Водные ресурсы

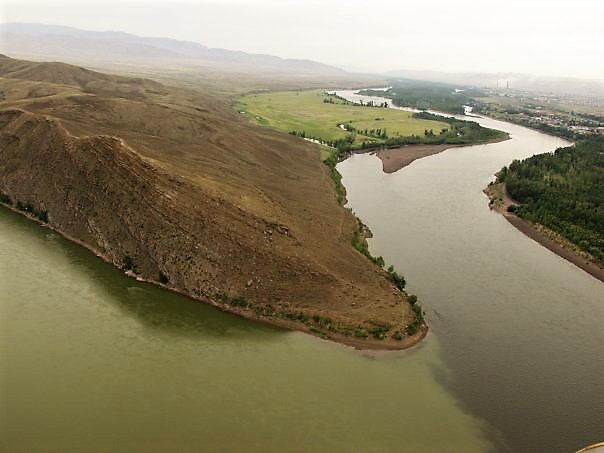
Слияние Большого и Малого Енисея у города Кызыла

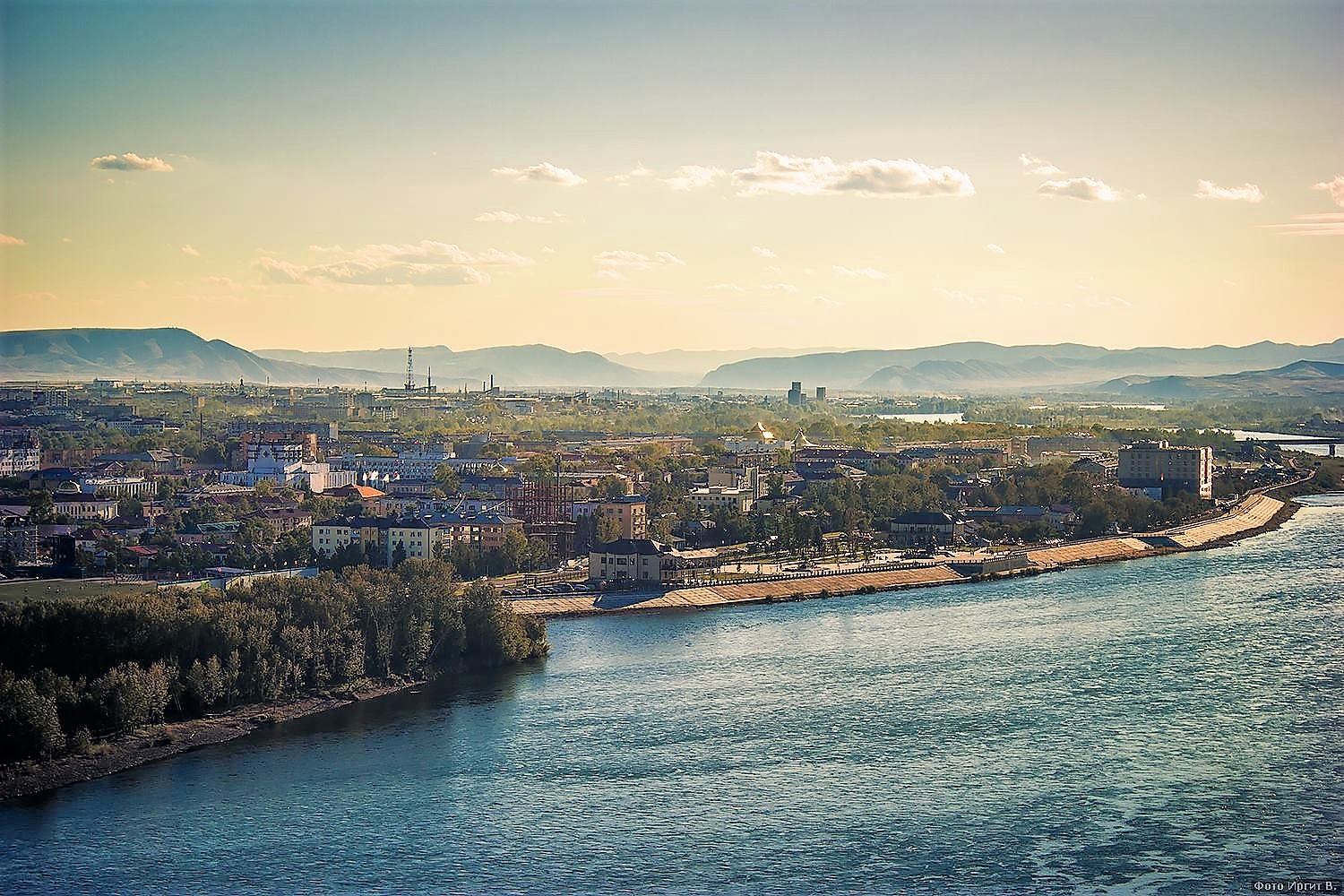
Город Кызыл с горы на слиянии Каа-Хема и Бии-Хема

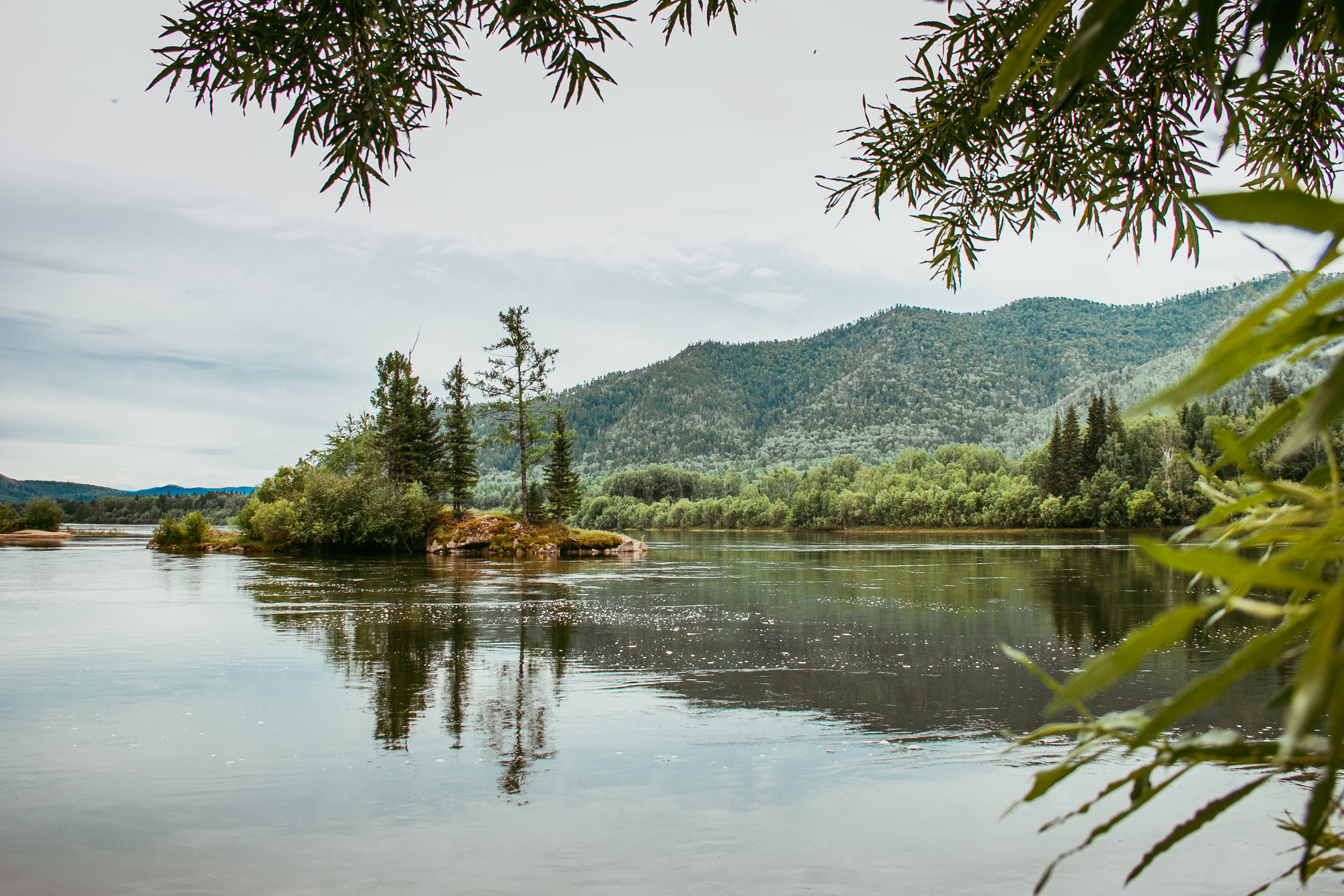
Пейзаж р. Малый Енисей (Каа-Хем)

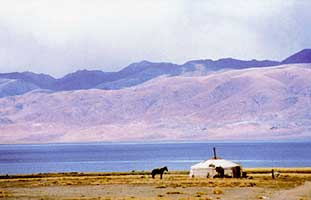
Озеро Убсу-Нур

Тыва богата пресной водой. Почти все реки относятся к бассейну верхнего Енисея, и только южные склоны Танну-Ола и Сангилена отдают свои воды рекам бессточной котловины Больших Озёр — обширной тектонической впадины на западе Монголии и юге Тувы.
В Тыве берёт начало одна из крупнейших рек земного шара — Енисей (Улуг-Хем). В Тувинской котловине около Кызыла сливаются две реки — Большой Енисей (Бий-Хем) и Малый Енисей (Каа-Хем). Основную массу воды реки получают во время весенне-летнего таяния снегов и летних дождей.
На территории республики насчитывается более 430 озёр, большинство из которых ледникового происхождения. Есть также 13 солёных грязевых озёр и более 50 целебных источников, воды которых успешно используются для лечения различного рода заболеваний. Богата республика подземными и минеральными водами различных групп, такими как углекислые (холодные и термальные), кремнистые термальные, радоновые, сульфидные, кислые железистые и без специфических компонентов. Самые крупные из аржаанов, целебных источников, — горячие источники Уш-Белдир (Северный аржаан) и Тарыс (Южный аржаан) в горах восточной Тывы на хребте Академика Обручева с температурой воды от +52 до +85 °C.

### Сейсмическая обстановка
Тыва является сейсмоопасным регионом, в частности, 27 декабря 2011 года, 26 февраля и 6 июня 2012 года на территории республики произошло три сильных землетрясения и множество афтершоков.
12 января 2021 года в Тыве ощущались подземные толчки от землетрясения магнитудой 6,5 на севере Монголии и последовавших за ним афтершоков. В Кызыле интенсивность толчков достигала 4,5 баллов, наиболее сильные толчки (6 баллов) зафиксированы в селе Кунгуртуг.

### Растительный и животный мир
Тува обладает уникальной и разнообразной флорой и фауной. Земноводные представлены шестью видами из двух отрядов. Пресмыкающихся — семь видов. В орнитофауне насчитывается более 348 видов птиц. Млекопитающих отмечено 85 видов из семи отрядов.
По состоянию на 2020 год, леса на территории Тывы занимают 8671,2 тыс. га (51 % площади республики), из них 8055,5 тыс. га в составе земель лесного фонда, остальные на землях иного назначения. В составе лесных насаждений лидирует лиственница, второе место занимает кедр, в смеси с пихтой, елью и берёзой занимающий чуть менее половины лесных земель. Сосновые леса составляют 1,1 %, а мягколиственные 3,4 % от общей площади лесов.
В тайге обитают соболь, белка, лисица, колонок, горностай, рысь, косуля, кабарга, изюбрь, лось, кабан, бурый медведь.
Весной расцветает рододендрон даурский (называемый местным населением багульником). Лекарственные растения с успехом применяются в народной и тибетской медицине.
В водоёмах обитает около 30 видов рыб: лососёвые, хариусовые, щуковые, карповые, тресковые. В бассейне реки Енисей: в речной системе обитают хариус, ленок и таймень; в затонах и старицах — щука, окунь, сибирская плотва, язь, лещ, сиг; в озёрах — сиг, щука, язь, окунь, плотва, налим, елец, хариус, пелядь. В Саяно-Шушенском водохранилище обитают плотва, окунь, щука, налим, лещ, язь. Промысловое значение имеют 11 видов рыб: ленок, пелядь, хариус, щука, плотва, язь, налим, окунь, лещ. Рыбный промысел сосредоточен в озёрной системе, оптимальный промысловый улов рыбы 600—700 тонн в год, включая уловы в речной системе до 60 тонн.
Динамичное развитие торговых отношений с КНР после распада СССР повлекло изменения в лесном хозяйстве и экологической обстановке в области. На основе десятилетних наблюдений был сделан вывод, что объём вырубок многократно превышает разрешённый и декларируемый. Это вызвало обеспокоенность Всемирного фонда дикой природы[значимость факта?]. Лесопилки и лесные склады, принадлежащие китайцам, играют ключевую роль в распространении незаконных рубок:17, при этом являясь основной сферой интересов в России для китайской организованной преступности. Браконьерство вносит вклад в сокращение редких видов животных; а основным направлением контрабанды стал вывоз частей и дериватов.

## История

### Протекторат Российской империи
После Монгольской национальной революции 1911 года тувинские князья разделились на три группы: некоторые поддержали независимость, другие предложили войти в состав Монголии, остальные предложили войти в состав Российской империи.
После Синьхайской революции в Китае (1911—1912) тувинские нойоны амбын-нойон Комбу-Доржу, Чамзы Хамбы-лама, нойон Даа-хошуна Буян-Бадыргы и другие несколько раз обращались к царскому правительству с просьбой принять Туву под протекторат Российской империи.
Было принято решение удовлетворить просьбу, и таким образом в 1914 году Тува вступила под протекторат России под названием Урянхайский край в составе Енисейской губернии с передачей ведения в Туве политических и дипломатических дел иркутскому генерал-губернатору. В том же году началось строительство столицы края, получившего название Белоцарск в честь «Белого царя», то есть русского императора.

### Образование Народной Республики Танну-Тува
18 июня 1918 года в Урянхайском крае состоялось совместное заседание русского и тувинского съездов, на котором единодушно был принят Договор о самоопределении Тувы, дружбе и взаимной помощи русского и тувинского народов.
С 7 июля 1918 Урянхайский край был почти весь занят войсками Колчака. 14 июня 1919 года войска Баджейской советской республики под командованием А. Д. Кравченко и П. Е. Щетинкина с территории Канского и Красноярского уездов перешли в Урянхайский край. 18 июля они захватили столицу Урянхайского края Белоцарск.

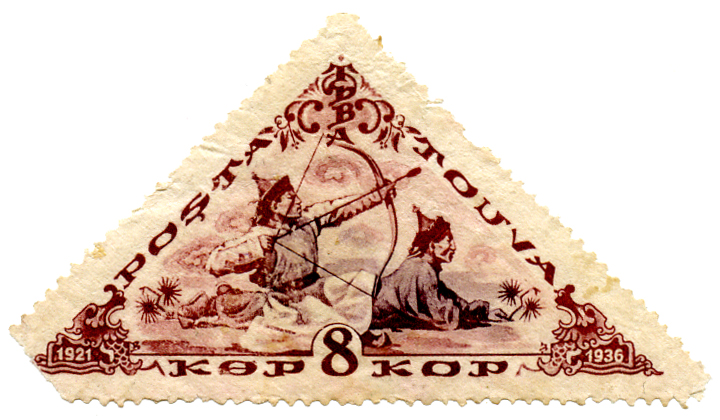
Почтовая марка Тувинской Народной Республики 1936 года

В середине 1921 года тувинские революционеры, поддержанные РСФСР, приняли решение о провозглашении национального суверенитета Тувы, была образована независимая Народная Республика Танну-Тува. Были приняты Конституция, флаг, герб, утверждены золотой запас, бюджет и полномочные представительства в СССР и МНР.
С 1926 года — Тувинская Народная Республика. Государство было признано СССР в 1924 году и МНР в 1926 году, но не было признано Китаем и большинством стран мира, считавших Туву частью Китая.
В 1932 году было подписано соглашение о границе между ТНР и МНР, которое предусматривало передачу ТНР части спорных территорий к югу от хребта Танну-Ола (современные Монгун-Тайгинский, Овюрский, Тес-Хемский и Эрзинский кожууны). Это соглашение, заключённое при посредничестве СССР, было неоднозначно воспринято в Монголии и не ратифицировано ею. В 1937 году монгольская сторона объявила соглашение о границе 1932 года «несправедливым» и заключённым под давлением СССР и неоднократно предлагала пересмотреть его, в том числе и после присоединения ТНР к СССР, однако все эти предложения были отклонены тувинско-советской стороной.

### Тыва во время Второй мировой войны
25 июня 1941 года Тувинская Народная Республика вступила во Вторую мировую войну на стороне СССР, объявив войну гитлеровской Германии, и стала первым государством, официально выступившим союзником Советского Союза в борьбе против агрессора. При этом реально Тува в боевые действия не вступала и заявления носили декларативный характер. А с учётом того что Британская империя уже почти 2 года воевала против нацистской Германии и Черчилль 22.06.41 подтвердил что продолжит воевать и оказывать СССР всякую поддержку, то слова о «первом союзнике Туве(или Монголии)» носят не более чем эпистолярно-художественную нагрузку.

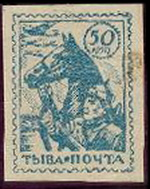
Почтовая марка Тувы с изображением красноармейца с конём (1942)

С июня 1941 года по август 1944 года Тувинская Народная Республика поставила в СССР 50 тысяч коней, а также около 750 тысяч голов скота, из которых почти 650 тысяч — безвозмездно. Таким образом, от каждой тувинской семьи, как правило, имевшей в среднем 130 голов, было поставлено в СССР по 10—100 голов скота. В течение войны Тува поставила Советской армии 52 тысячи пар лыж, 10 тысяч полушубков, 19 тысяч пар рукавиц, 16 тысяч пар валенок, 67 тонн шерсти, 400 тонн мяса, ржаной, ячменной муки и топлёного масла, а также десятки тонн мёда, плодово-ягодных консервов и концентратов, рыбных изделий, тонны перевязочных бинтов, лекарств нетрадиционной медицины, воска и смолы, причём приблизительно 90 % — безвозмездно; также, по окончании войны передано УССР 30 тысяч коров, с поголовья каковых началось послевоенное возрождение животноводства на деоккупированных территориях. В распоряжение СССР был передан весь золотой запас республики, и добыча тувинского золота, в общей сложности, в объёме 35 млн рублей (того времени).
В 1942 году правительство СССР разрешило принимать на военную службу добровольцев из Тувы. Ранее была объявлена мобилизация в Красную Армию русскоязычных граждан. Первые добровольцы вступили в её ряды в мае 1943 года и были зачислены в состав 25-го отдельного танкового полка (с февраля 1944 года полк в составе 52-й армии 2-го Украинского фронта), который принимал участие в боевых действиях на территории Украины, Молдавии, Румынии, Венгрии и Чехословакии.
В сентябре 1943 года вторая группа добровольцев (206 человек) была зачислена в состав 8-й кавалерийской дивизии, где приняла участие в рейде по германским тылам на западе Украины. Всего за годы войны в рядах Красной Армии служили до 8 тыс. жителей Тувинской Народной Республики и Советской Тувы, многие из них за боевые заслуги награждены орденами и медалями СССР и Тувинской Народной Республики.

### В составе СССР и РСФСР

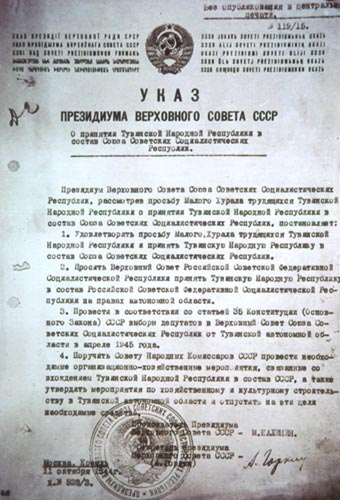
Указ Президиума Верховного Совета СССР о вхождении Тувы в состав Советского Союза, став Тувинской автономной областью РСФСР (1944)

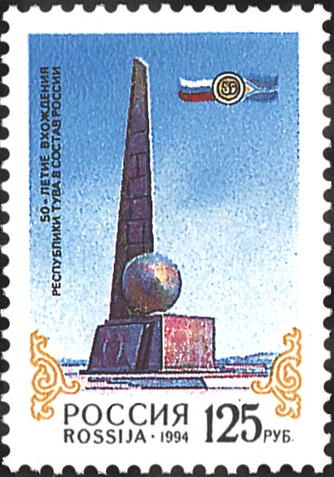
Почтовая марка России, 1994 год: 50-летие вхождения Республики Тува в состав России

17 августа 1944 года VII сессия Малого Хурала Тувинской Народной Республики приняла декларацию о вхождении ТНР в состав Союза Советских Социалистических Республик и обратилась с ходатайством в Верховный Совет СССР принять Тувинскую Народную Республику в состав СССР на правах автономной области РСФСР.
Президиум Верховного Совета СССР Указом от 11 октября 1944 года удовлетворил ходатайство и предложил Верховному Совету РСФСР принять Тувинскую Народную Республику в состав РСФСР на правах автономной области.
Указом президиума Верховного Совета РСФСР от 14 октября 1944 года «О принятии Тувинской Народной Республики в состав Российской Советской Федеративной Социалистической Республики» Тувинская Народная Республика была принята в состав РСФСР как Тувинская автономная область.
10 октября 1961 года область была преобразована в Тувинскую АССР.
17 декабря 1961 года состоялись выборы в Верховный Совет Тувинской АССР первого созыва.
В 1978 году была принята первая конституция Тувинской АССР со времени вхождения в СССР.
12 декабря 1990 года Верховным Советом Тувинской АССР была принята Декларация о государственном суверенитете Советской Республики Тува.
24 мая 1991 года Съезд народных депутатов РСФСР преобразовал Тувинскую АССР в Тувинскую ССР, внеся поправку в ст. 71 конституции РСФСР.
После Августовского путча в СССР, 28 августа 1991 года Тувинская АССР была переименована Верховным Советом республики в Республику Тува. Такое название было закреплено в конституции РСФСР в редакции от 21 апреля 1992 года.
В декабре 1991 года была введена должность президента Тувы, являющегося одновременно главой правительства Республики Тува.

### Современность
В 1993 году был принят вариант Конституции республики 1993 года с новым названием республики: Республика Тыва (тувинский язык был указан как «тыва язык»). В Конституции Российской Федерации, вступившей в силу спустя 2 месяца, было закреплено название «Республика Тыва».
В действующей в настоящее время Конституции республики 2001 года наименования «Республика Тыва» и «Тува» стали равнозначны. Конституция, принятая на референдуме 6 мая 2001 года, не содержала упоминаний о суверенитете и уравняла в правах русский и тувинский языки. Также Конституция 2001 года упраздняла должность президента республики, а главой региона был объявлен председатель правительства, назначаемый президентом России.

## Символика
Современные государственные символы, герб и флаг Республики Тыва, приняты Верховным Советом республики 17 сентября 1992 года.
Государственный герб Республики Тыва представляет собой изображение на голубом фоне всадника в национальной тувинской одежде, скачущего на лошади навстречу лучам восходящего солнца. В основании герба на традиционной ленте «кадак» белого цвета надпись «Тыва». Всадник, лошадь, солнце и его лучи, надпись «Тыва» выполнены золотым (жёлтым) цветом. Изображение заключено в обрамление пятилепестковой формы с чередованием по контуру полос золотого (жёлтого), белого и золотого (жёлтого) цветов.
Государственный флаг Республики Тыва представляет собой голубое прямоугольное полотнище. Со стороны древка, из верхнего и нижнего углов флага, исходят наклонные белые и голубые полосы. Голубые полосы образуют при соединении одну полосу, проходящую вдоль длины флага, по его середине. Параллельно ей, сверху и снизу, проходят белые полосы. Условный треугольник, образованный белыми полосами, исходящими из верхнего и нижнего углов флага, и его левым краем, имеет золотой (жёлтый) цвет.
В 1993—2011 годах государственным гимном Республики Тыва была народная песня «Тооруктуг долгай таңдым» (в переводе на русский язык — Лес, полный кедровых орехов). Слова и музыка — народные, текстовая обработка — Аяна Монгуш. В 2011 году принят новый гимн «Мен — тыва мен» («Я — тувинец»). Авторы: Окей Шанагаш (слова) и Кантомур Сарыглар (музыка).

## Государственные праздники
- Шагаа (Новый год по лунному календарю). Дата проведения праздника рассчитывается ламами по лунному календарю[43]. Празднество, как правило, начинается днём, накануне Шагаа. Совершаются молебны в буддийских храмах, театрализованные представления. Праздник утверждён Законом Республики Тыва от 12 февраля 1999 года № 143 «О праздничных днях Республики Тыва».
- День Конституции Республики Тыва — 6 мая[44]. Конституция Республики Тыва принята 6 мая 2001 года, доработана после референдума 11 апреля 2010 года. Это действующая, восьмая по счёту Конституция РТ, первая из которых была принята 4 августа 1921 года на Всетувинском учредительном Хурале при провозглашении независимой Тувинской Народной Республики.
- День Республики Тыва празднуется 15 августа как историческая дата основания тувинской государственности[45]: в августе 1921 года Всетувинский учредительный Хурал провозгласил образование суверенного государства — Тувинской Народной Республики (ТНР). Праздник утверждён Законом Республики Тыва от 12 февраля 1999 года № 143 «О праздничных днях Республики Тыва».

## Население

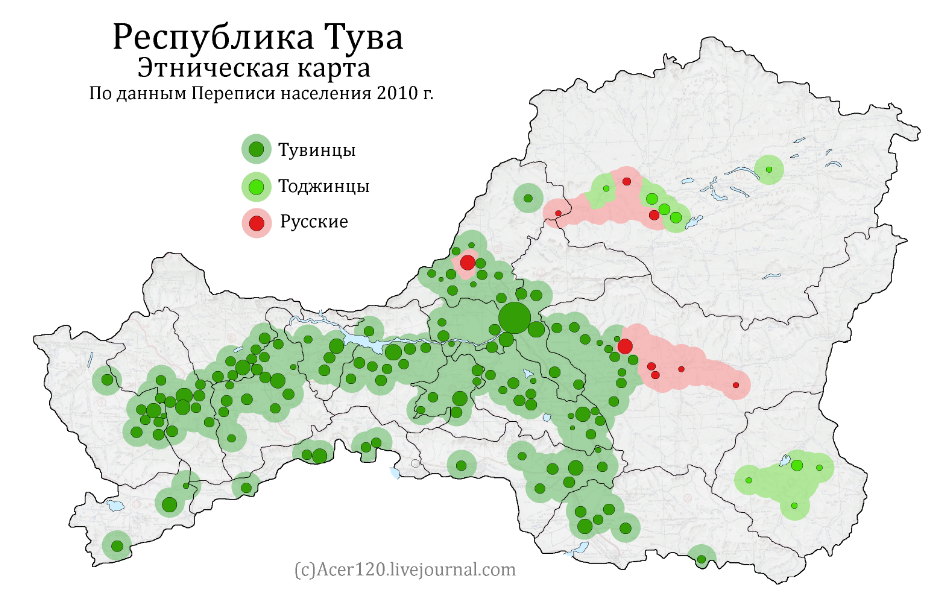
Этническая карта Республики Тывы по населённым пунктам, перепись 2010 г.

Численность населения республики по данным Росстата составляет 338 483 чел. (2025). Плотность населения — 2,01 чел./км² (2025). Городское население — 
54,45% (2022).
Коэффициент рождаемости в республике на 2020 год составляет 20,2, в 2016 году этот показатель в Тыве был наивысшим среди субъектов Российской Федерации.
Коэффициент естественного прироста населения составлял 14,4 ‰ в 2015 году, 11,5 ‰ в 2016 году, 11,4 ‰ в 2018 году, 10,3 ‰ в 2019 году. По этому показателю Тыва в 2016 году занимала третье место в России после Чечни и Ингушетии.

### Коренное население
Тувинцы-тоджинцы — коренной народ в горно-таёжной части северо-восточной и юго-восточной Республики Тыва. До недавнего времени включались в состав тувинского этноса. К числу коренных малочисленных народов Севера отнесены по постановлению Правительства РСФСР в 1991 году.

## Межэтнические противоречия
В 1992—1993 годах Народный фронт «Хостуг Тыва» («Свободная Тыва»), призывая к независимости Тывы и её выходу из состава России, спровоцировал столкновения с русским населением. В результате, по данным СМИ, из Тувы уехало более 20 тысяч русских.

В 1995 году этнограф Виктор Иванович Козлов писал:
Гораздо более острая ситуация сложилась в Туве, территория которой (Урянхайский край) была присоединена к Советскому Союзу лишь в 1944 г. Национальное движение среди тувинцев, составляющих почти две трети местного населения, сразу приобрело сепаратистский и в значительной степени антирусский характер. Дело доходило даже до нападения тувинских вооружённых отрядов на русских поселенцев. Неудивительно, что многие русские покинули территорию Тувы, а те, кто остался, не чувствуют себя здесь в безопасности.
К концу 1990-х годов «Хостуг Тыва» и дочерняя Народная партия суверенной Тывы, выступавшая за экономическую обособленность Тувы от Российской Федерации, практически самораспустились.
В апреле 2016 года тувинская общественная организация «Союз русскоязычных граждан „Россияне“» обратилась к президенту России с жалобой на притеснение русских в республике. Обращение не было рассмотрено по существу, однако в июле того же года обеспокоенность высоким уровнем жалоб жителей Тувы на дискриминацию по национальному признаку выразил глава Федерального агентства по делам национальностей И. В. Баринов. По данным издания Meduza, представители тувинской администрации отрицали актуальность проблемы дискриминации русских, а продолжающийся отток русскоязычного населения объяснили неблагоприятным состоянием экономики республики и последствиями межэтнических противоречий, имевших место в 1990-е годы.

## Административное деление
Согласно Закону Республики Тыва «Об административно-территориальном устройстве Республики Тыва», субъект РФ включает 2 города республиканского подчинения (городских округа) и 17 кожуунов (муниципальных районов) и входящие в их состав 4 города кожуунного (районного) подчинения (городские поселения) и 120 сумонов (сельских поселений).
В рамках муниципального устройства, в границах административно-территориальных единиц Республики Тыва образованы муниципальные образования: 2 городских округа (столица республики город Кызыл и город Ак-Довурак) и 17 муниципальных районов (кожуунов). Городские округа и районы подразделяются на 5 городских поселений и 120 сельских поселений (сумонов)

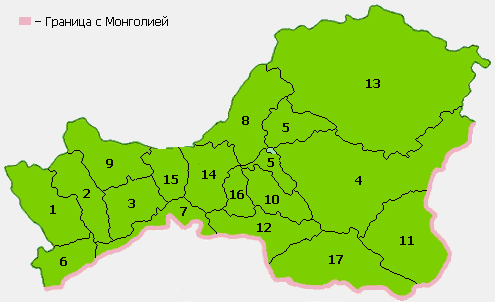
Административная карта Республики Тыва

1. Бай-Тайгинский кожуун
2. Барун-Хемчикский кожуун
3. Дзун-Хемчикский кожуун
4. Каа-Хемский кожуун
5. Кызылский кожуун
6. Монгун-Тайгинский кожуун
7. Овюрский кожуун
8. Пий-Хемский кожуун
9. Сут-Хольский кожуун
10. Тандинский кожуун
11. Тере-Хольский кожуун
12. Тес-Хемский кожуун
13. Тоджинский кожуун
14. Улуг-Хемский кожуун
15. Чаа-Хольский кожуун
16. Чеди-Хольский кожуун
17. Эрзинский кожуун

### Районы Крайнего Севера
Монгун-Тайгинский кожуун, Тоджинский кожуун, Шынаанская сельская администрация Кызылского района относятся к районам Крайнего Севера.
Город Кызыл; районы (кожууны): Бай-Тайгинский, Барун-Хемчикский, Дзун-Хемчикский, Каа-Хемский, Кызылский (за исключением территории Шынаанской сельской администрации), Овюрский, Пий-Хемский, Сут-Хольский, Тандинский, Тес-Хемский, Улуг-Хемский, Чаа-Хольский, Чеди-Хольский, Эрзинский — приравнены к районам Крайнего Севера.

### Населённые пункты

#### Населённые пункты с численностью населения более 3000 человек
| Кызыл      | ↗131 981 |
| Каа-Хем    | ↗19 686  |
| Ак-Довурак | ↘12 456  |
| Шагонар    | ↗11 772  |
| Чадан      | ↗9732    |

| Сукпак        | ↗6106 |
| Туран         | ↗5044 |
| Кызыл-Мажалык | ↘4546 |
| Мугур-Аксы    | ↗4512 |
| Сарыг-Сеп     | ↘4174 |

| Самагалтай | ↗3692 |
| Хову-Аксы  | ↘3612 |
| Хандагайты | ↗3528 |
| Бай-Хаак   | ↗3523 |
| Тээли      | ↗3441 |

| Чаа-Холь  | ↗3394 |
| Эрзин     | ↗3373 |
| Суг-Аксы  | ↗3307 |
| Тоора-Хем | ↗3264 |
| Балгазын  | ↗3112 |

## Культура

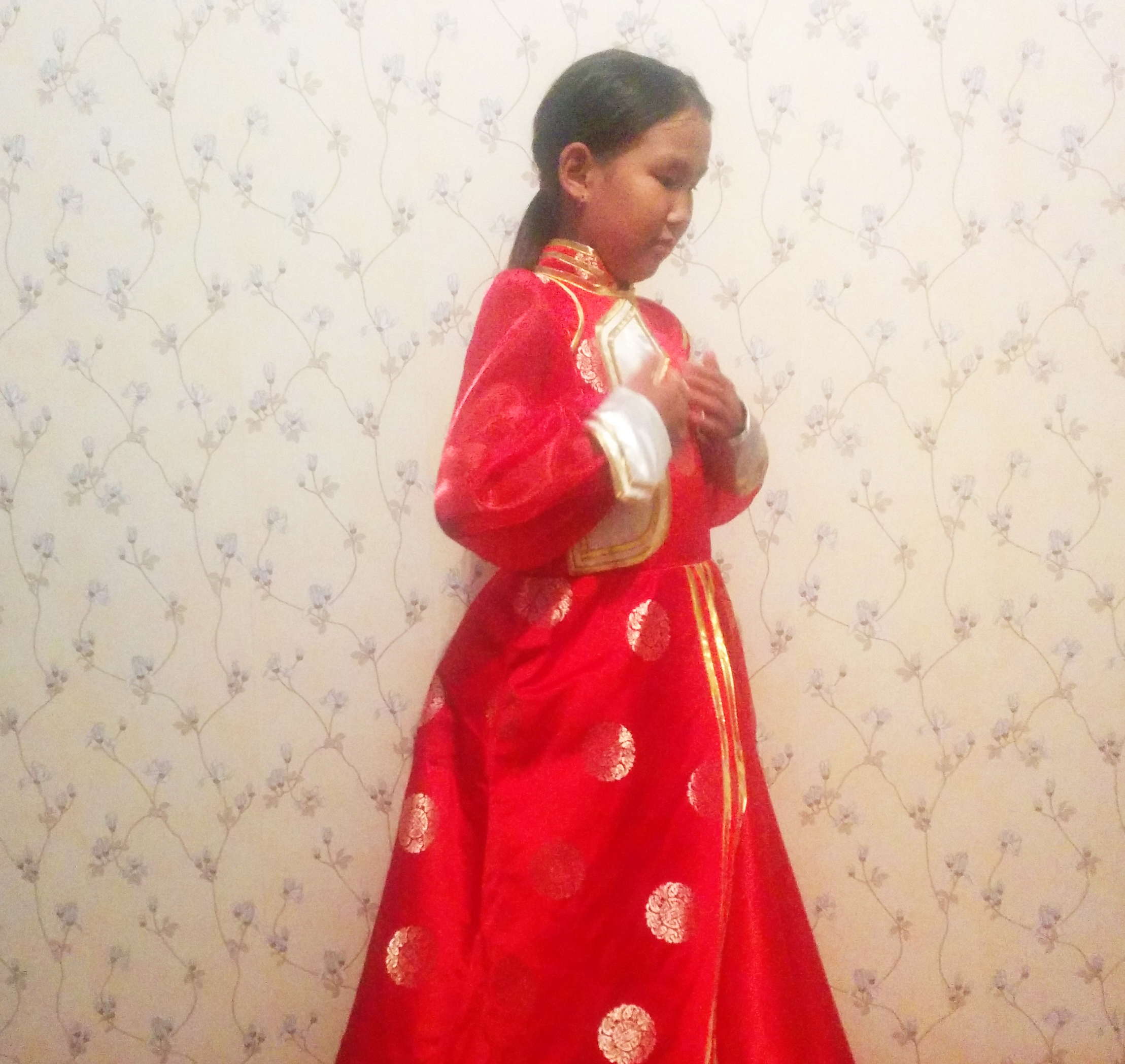
Детская тувинская национальная одежда

Традиционная культура тувинцев, основного населения республики, это культура кочевников. Благодаря своему относительно изолированному положению — отсутствию железных дорог, горам, окружающим территорию со всех сторон — в Туве до настоящего времени сохранились самодостаточные кочевнические хозяйства. Традиционным для тувинцев является разведение овец, лошадей, в Тоджинском кожууне сохраняются оленеводство и охота как основные занятия населения.
Традиционная религия тувинцев — тибетский буддизм, который сочетается с элементами древнего шаманизма. В сентябре 1992 года Далай-лама XIV, являющийся духовным лидером буддистов, совершил в республику трёхдневный визит.
Всемирную известность получило тувинское горловое пение, ставшее неофициальным символом республики.
Среди других символов — тувинское камнерезное искусство.
Ежегодный тувинский праздник животноводов Наадым, фестиваль Устуу-Хурээ, фестиваль войлока и празднование национального Нового года Шагаа — красочные и популярные мероприятия, на которые съезжаются со всей республики, и приезжают туристы из соседних республик и дальних стран.
Значительный интерес к тувинской культуре за рубежом возник благодаря американскому физику, лауреату Нобелевской премии Ричарду Фейнману. В 1970-х годах Фейнман, вспомнив марки Танну-Тува из своей детской коллекции, заинтересовался республикой и вместе с Ральфом Лейтоном предпринял многолетние попытки её посетить. За десять лет подготовки к поездке они изучали тувинский язык и культуру, заинтересовались тувинским горловым пением. Увлечённость Фейнмана Тувой привела к основанию Лейтоном американского «Общества друзей Тувы», существующего по сей день. Хотя сам Фейнман умер за несколько недель до получения приглашения в республику, позже Туву посетили его дочь Мишель (2008) и сестра Джоан (2012). Эта история легла в основу книги «В Туву любой ценой!» Ральфа Лейтона.
Большую популярность приобрела археология Тувы. Символом древней Тувы стала свернувшаяся кольцом бронзовая пантера VIII века до н. э., обнаруженная при раскопках кургана Аржан-1. В 2001 году при раскопках кургана Аржан-2 было обнаружено богатейшее захоронение, названное первой археологической сенсацией XXI века.

## Туризм, достопримечательности

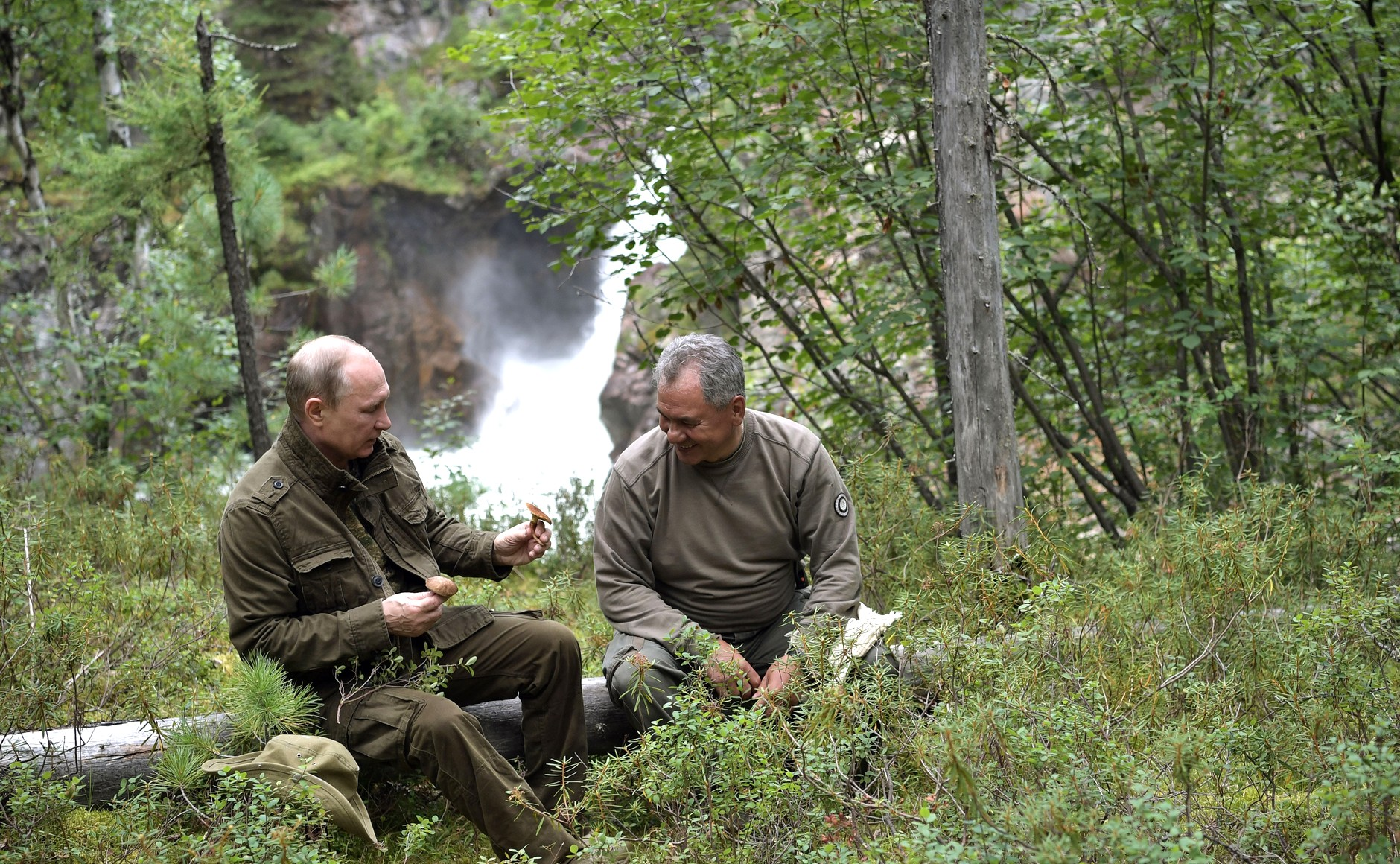
Владимир Путин и Сергей Шойгу в Туве (2017)

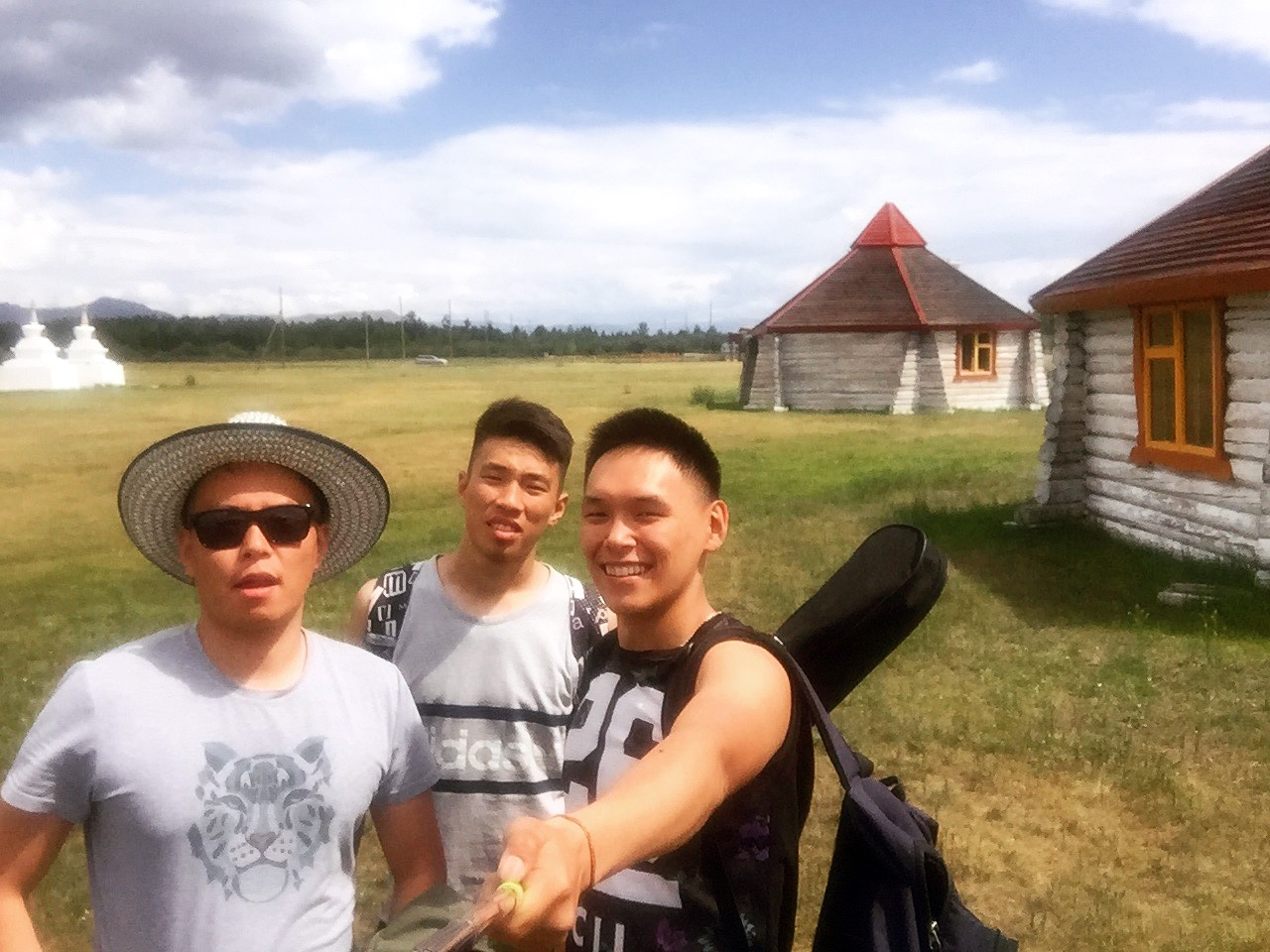
Устуу-Хурээ

К основным туристическим достопримечательностям и культурно-этнографическим объектам Тувы относятся биосферный заповедник «Убсунурская котловина», древнескифский памятник курган Аржаан-2, остатки уйгурских крепостей, Верхнечаданский хурээ (Устуу-Хурээ), орхоно-енисейская письменность (около 150 камней с письменами), скалы-«верблюды», дорога Чингисхана, буддийские монастыри (хурээ), Национальный музей им. Алдан-Маадыр.

### Природа и заповедники
В Республике Тыва расположены 16 заказников, 14 памятников природы и два заповедника.
Государственный природный биосферный заповедник «Убсунурская котловина» является памятником Всемирного культурного и природного наследия ЮНЕСКО. Находится в самом северном крупном замкнутом водном бассейне Центральной Азии, входящем в состав Монголии (район озера Убсу-Нур) и России (заповедник Убсунурская котловина), и является природоохранной зоной в обеих странах. Общая площадь объектов охраны природы в Убсунурской котловине составляет 1 068 853 га.
Географическое положение Тувы на стыке восточно-сибирских таёжных и центрально-азиатских полупустынных ландшафтов определяет богатство её флоры и фауны. Более 90 % территории представляет собой охотничьи угодья. Здесь обитают соболь, саянская белка, рысь, росомаха, горностай, медведь, волк, марал, горный козёл, кабарга. Здесь же обитает и снежный барс, занесённый в Красную книгу России.
С 2011 года каждое лето проводятся Археолого-географические экспедиции «Кызыл — Курагино».

### Музеи

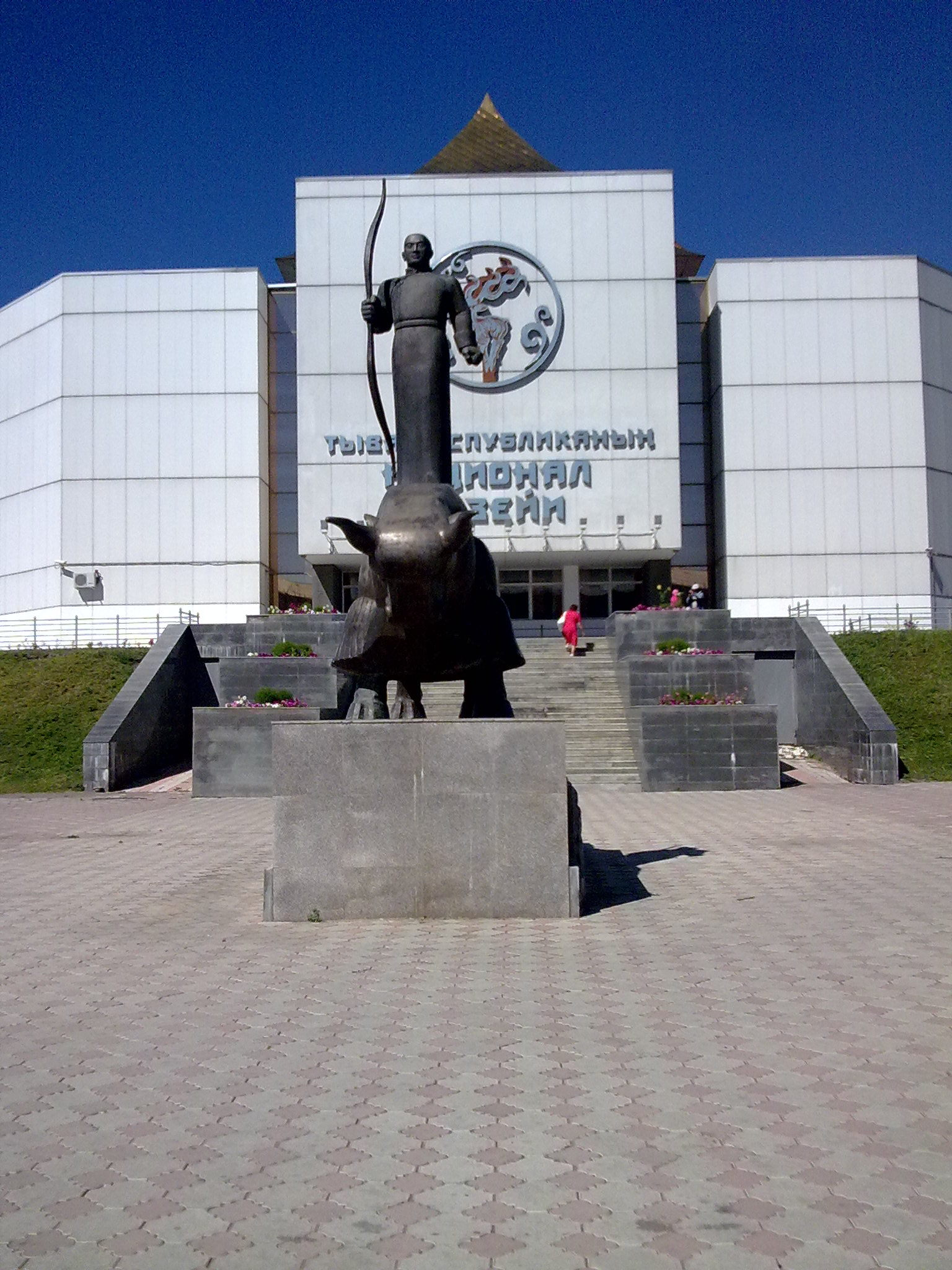
Национальный музей имени Алдан-Маадыр

В городе Кызыле расположен Национальный музей имени Алдан Маадыр, располагающий богатейшей коллекцией археологических находок. В 2008 году было открыто новое здание музея. Это позволило большую часть коллекции представить к экспонированию на 4-х этажах комплекса. В музее также хранится «золото скифов» и другие находки из всемирно известного кургана «Аржан 2».
- Археологические коллекции скифских курганов «Аржаан» и «Аржаан-2»
- Фотонегативы В. П. Ермолаева
- Тувинские этнографические коллекции
- Тувинские женские и мужские украшения из серебра
- Камнерезное искусство Тувы
- Культовые коллекции шаманизма, буддизма и православия
- Документы и книги Тувинской народной Республики (1921—1944 гг.)
- Естественнонаучная коллекция

Национальный музей имеет несколько филиалов:
- Музей политических репрессий.
- Музей Нади Рушевой — музей художницы-графика Нади Рушевой открылся 11 августа 1993 года[64]. В 1996 году экспозиция была перенесена в Национальный музей имени Алдан Маадыр[65].
- Музей спортивной славы.
- Туранский краеведческий музей.

### Театры

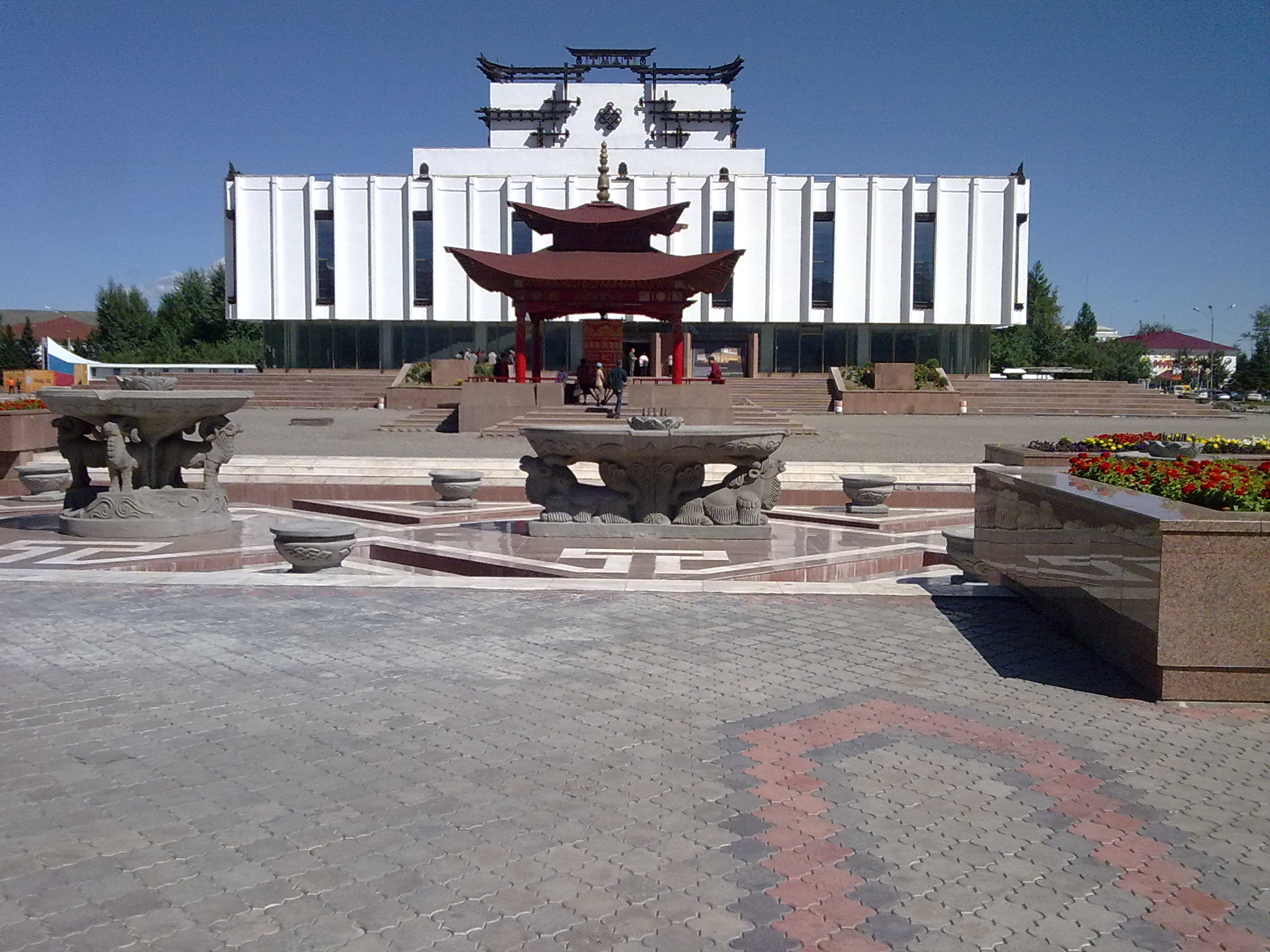
Музыкальный драматический театр и буддийский молитвенный барабан, площадь Арата

В городе Кызыле расположен музыкально-драматический театр имени Виктора Шогжаповича Кок-оола, где в настоящее время работает только тувинская труппа.
Действует Тувинский государственный театр кукол; учреждён в 2013 году — первый профессиональный театр кукол в Туве.

### Филармония
В городе Кызыле находится Тувинская государственная филармония имени В. М. Халилова, основанная 1 апреля 1969 года. В настоящее время в Тувинской государственной филармонии им. В. Халилова работают: симфонический оркестр имени Виктора Токи, эстрадно-кукольная группа «Театр миниатюр», «ТУВА ДЖАЗ БЭНД»,Ансамбль «КАНТ», рок-лаборатория «Клуба живой музыки», солисты Тувинской государственной филармонии им. В. Халилова.
Здание Тувинской филармонии признано аварийным и осталось без концертного зала вследствие землетрясения, произошедшего в Туве 27 декабря 2011 года.

## Наука и образование
Наука и образование в Республике Тыва находится в ведении Министерства образования и науки.
В республике действует Тувинский государственный университет с 1995 года и (на декабрь 2020 года) около 530 образовательных учреждений различного типа.
Муниципальная система образования республики состоит из дошкольных организаций, начальных, основных, средних общеобразовательных школ, лицеев, гимназий, центров дополнительного образования.
В Республике Тыва на начало 2015—2016 учебного года функционируют 180 общеобразовательных организаций, из них 170 дневных и 10 вечерних школ с общей численностью 59,9 тыс. человек.
В городской местности расположено 37, в сельской — 143 школы.
Также 40 организаций дополнительного образования детей, в том числе 38 муниципальных (ДЮСШ — 17, многопрофильные — 21), и государственные, находящиеся в ведении Министерства образования и науки Республики Тыва — 2.

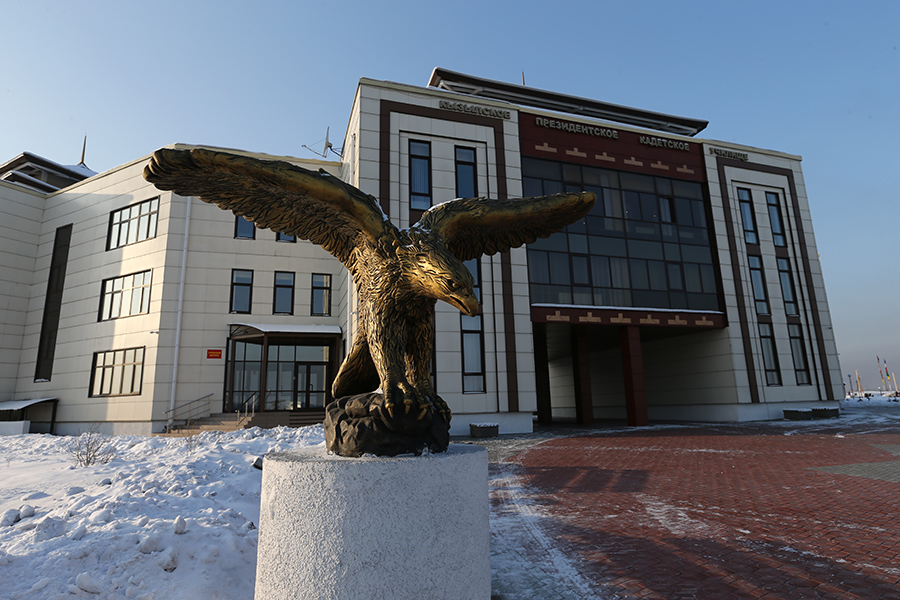
Кызылское президентское кадетское училище

В сфере профессионального образования республики — 20 образовательных организаций, из них 13 находятся в ведомстве Министерства.
Количество учащихся 12 987 чел., в том числе по образовательным программам высшего образования — 4 241 чел., среднего профессионального образования — 8 746 чел.
В области науки задействовано семь государственных научных организаций, из которых 3 учреждения находятся в ведомстве Министерства. Количество учёных составляет 436 человек, из них кандидатов наук 397, 39 докторов наук.
14 августа 2014 года приказом Министра обороны Российской Федерации генерала армии С. Шойгу № 580 «О мерах по выполнению в Министерстве обороны Российской Федерации распоряжения Правительства Российской Федерации от 9 августа 2014 г. № 1487-р» учреждено Федеральное государственное казённое общеобразовательное учреждение «Кызылское президентское кадетское училище».
Торжественное открытие кадетского училища состоялось 6 сентября 2014 года в столице Республики Тыва городе Кызыле. Училище рассчитано на 380 мест (300 обучающихся мужского пола и 80 обучающихся женского пола).

## Спорт

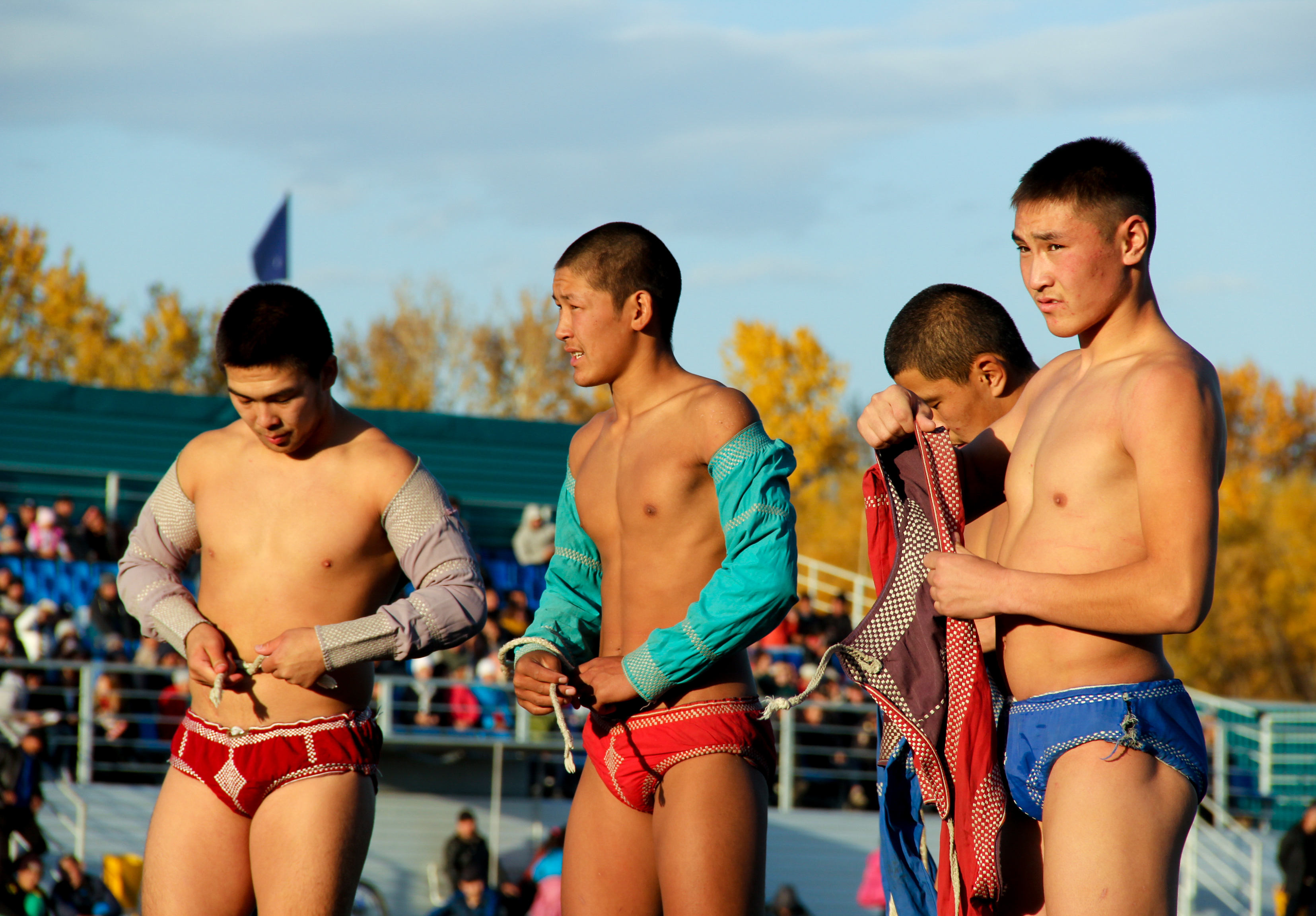
Национальная борьба «Хуреш»

В Туве наиболее популярные виды спорта — национальная борьба «Хуреш» (Аяс Монгуш, Эрес Кара-Сал), разные виды вольной борьбы (Чечен-оол Монгуш, Опан Сат, Лориса Ооржак), стрельба из лука (Михаил Оюн), бокс (Мерген Монгуш), футбол, волейбол, настольный теннис.
Заслуженные тренеры России (РСФСР)
| 1.  | Тутатчиков Евгений Викторович   | Стрельба из лука       |
| 2.  | Тутатчикова Раиса Сергеевна     | Стрельба из лука       |
| 3.  | Достай Виктор Монгушович        | Вольная борьба         |
| 4.  | Ооржак Чадамба Шогжал-Доржуевич | Вольная борьба         |
| 5.  | Оюн Валерий Маадыр-оолович      | Вольная борьба         |
| 6.  | Тулуш Владимир Хуракович        | Вольная борьба         |
| 7.  | Монгуш Радислав Алаш-оолович    | Сумо                   |
| 8.  | Куулар Кандемир Кан-оолович     | Сумо                   |
| 9.  | Доржу Артыш Алексеевич          | Вольная борьба (сурдо) |
| 10. | Куулар Адар Начын-оолович       | Сумо                   |

Заслуженные мастера спорта России и СССР
Александр Хертекович Доржу (род. 26 декабря 1958, Барун-Хемчикский район, Тувинская автономная область) — советский борец вольного стиля, чемпион и призёр чемпионатов СССР, чемпион Европы, призёр чемпионата мира, обладатель и призёр Кубка Мира, Заслуженный мастер спорта СССР.
Елена Евгеньевна Достай (08.03.1969, с. Тоора-Хем, Тоджинский район, Республика Тыва, РСФСР, СССР) — советская и российская лучница. Заслуженный мастер спорта (стрельба из лука). Чемпионка Европы (1994 — лично, 2002 — команда), серебряный (1993, 1995) и бронзовый (1989) призёр чемпионатов мира в командном первенстве. Серебряный (2002) и бронзовый (2004) призёр чемпионатов Европы в личном первенстве в закрытом помещении. Чемпионка России (1996). Участница XXVI летних Олимпийских игр 1996 г. в Атланте (США). Член сборной команды XXVIII Олимпийских игр 2004 г. в Афинах (Греция).
- Чечен-оол Монгуш — чемпион России в весе до 52 кг, бронзовый призёр Кубка Мира (вольная борьба), участник Олимпиады-1996 4 место
- Опан Сат — Заслуженный мастер спорта России, трёхкратный чемпион Европы по вольной борьбе
- Лориса Ооржак — трёхкратная чемпионка Европы, двукратная вице-чемпионка мира, чемпионка России (вольная борьба)
- Михаил Оюн — золотая медаль в командном зачёте на Паралимпиаде-2012, бронзовая медаль в одиночном зачёте на Паралимпиаде-2012 (стрельба из лука)
- Аяс Монгуш — Заслуженный мастер спорта России, двукратный чемпион мира по сумо, семикратный чемпион Европы по сумо и «Күчүтен» Республики Тыва, 17-кратный чемпион Наадыма
- Куулар Кандемир Кан-оолович — Заслуженный мастер спорта России, Чемпион Европы по сумо 2000 года, 2-х кратный призёр чемпионата Мира по сумо, 4-х кратный чемпион России по сумо Главный тренер по сумо Республиканского государственного бюджетного учреждения Центра спортивной подготовки сборных команд Республики Тыва, президент РОО Федерации сумо Республики Тыва, вице-президент Федерации сумо России.
- Эрес Кара-Сал[74] — чемпион России и двукратный чемпион Европы по борьбе сумо, мастер спорта России по вольной борьбе и мастер спорта России международного класса по борьбе сумо
- Мерген-оол Монгуш — боксёр, кикбоксёр, семикратный чемпион мира, многократный чемпион по боксу России, Заслуженный мастер спорта России
- Оюн Михаил Кара-оолович — (тув. Михаил Кара-оол оглу Оюн; род. 17 мая 1980, город Кызыл, Тувинская АССР) — российский спортсмен по стрельбе из лука, Заслуженный мастер спорта России завоевавший бронзовую медаль на Паралимпиаде-2012
- Чамыян Дженни Максимовна (1984) — паралимпийская чемпионка по дзюдо, заслуженный мастер спорта России, пятикратная чемпионка России, серебряный призёр чемпионата мира, двукратный серебряный призёр чемпионата Европы.
- Ооржак Сергек Васильевич Заслуженный мастер спорта России, трёхкратный чемпион мира, двукратный чемпион Европы, обладатель кубка мира
- Хертек Саян Калдар-оолович (род. 5 сентября 1987) — российский самбист и дзюдоист, чемпион и призёр чемпионатов России и мира по самбо, призёр чемпионата Европы по самбо, обладатель Кубка мира по самбо, призёр чемпионатов России по дзюдо, мастер спорта России по дзюдо, заслуженный мастер спорта России по самбо (2013)
- Ооржак Чаяна Владимировна — семикратная серебряная призёрка, трёхкратная чемпионка России с 2007—2017 гг., серебряная призёрка чемпионата мира (2012 г., Венесуэла, г. Каракас), серебряная призёрка чемпионата Европы (2015 г., Армения, г. Ереван), четвёртое место на чемпионате мира (2007 г., Франция, г. Тулуза) и серебряная призёрка XXIII Сурдлимпийских играх (2017 г., г. Самсун (Турция).

С 22 июля 2013 года был реализован губернаторский проект «Спорт — во дворы». Цель проекта — развитие инфраструктуры спортивно-массовых сооружений на всех уровнях, начиная с внутридомовых дворов столицы, где предполагается оборудование современных спортивных площадок, максимальное привлечение населения к занятиям физической культурой и спортом. В том же году было построено и восстановлено 408 объекта, в Кызыле — 245 объектов.
В игровых видах спорта Тува была представлена на профессиональном уровне лишь одним клубом — волейбольным «Востоком» из Кызыла. При этом в республике существовало более 20 футбольных команд (преимущественно базировавшихся в Кызыле), однако ни одной так и не удалось подняться выше третьего дивизиона. Сейчас в Туве функционирует лишь один футбольный одноимённый клуб, представляющий Кызыл и играющий в любительском чемпионате Сибири.

## Здравоохранение
По данным сессии совместного общего собрания РАН и РАМН за 2004 год, опубликованной в «Вестнике Российской Академии Наук», только Республика Тыва попала в число территорий с низким уровнем здоровья, тогда как все регионы России разместились в группах с повышенным и средним уровнем здоровья населения. По данным Росстата в Республике Тыва в 2022 году была самая низкая общая ожидаемая продолжительность жизни по России и составила 75,98 года. В Республике в настоящее время насчитывается 33 медицинских учреждения: больницы, диспансеры, медицинские центры, родильный дом, санаторий.
С 22 мая 2014 года стартовал губернаторский проект «Маршрут здоровья», целью данного проекта является обеспечение доступности сельскому населению медицинских услуг. В составе автопоезда «Маршрут здоровья» две бригады — взрослая и детская. В каждой из них — по 10 врачей-специалистов.
По данным Республиканской больницы № 1 с начала 2014 года взрослая служба осуществила консультативно-диагностический приём более 7 тысяч человек, детская служба — более 3,5 тысяч детей.
| Кызыл             |                                                                          |
| 1                 | Зооветснаб тывинское гп Кызыл                                            |
| 2                 | Инфекционная больница Кызыл                                              |
| 3                 | Консультативно-диагностическая поликлиника Кызыл                         |
| 4                 | Кызылская стоматологическая поликлиника Кызыл                            |
| 5                 | Медицинский центр ООО «Алдан»                                            |
| 6                 | Научно-практический центр народной медицины Кызыл                        |
| 18                | Перинатальный центр Республики Тыва                                      |
| 7                 | Республиканская больница № 1 Кызыл                                       |
| 8                 | Республиканская больница № 2 Кызыл                                       |
| 9                 | Республиканская больница № 3 Кызыл                                       |
| 10                | Республиканская детская больница Кызыл                                   |
| 11                | Республиканская психиатрическая больница Кызыл                           |
| 12                | Республиканский врачебно-физкультурный диспансер Кызыл                   |
| 13                | Республиканский кожно-венерологический диспансер Кызыл                   |
| 14                | Республиканский онкологический диспансер Кызыл                           |
| 15                | Республиканский центр восстановительного лечения для детей Кызыл         |
| 16                | Санаторий Чедер Кызыл                                                    |
| 17                | Тывинская республиканская противочумная станция Кызыл                    |
| 19                | Тывинский республиканский наркологический диспансер Кызыл                |
| 20                | Тывинский республиканский центр по профилактике и борьбе со СПИДом Кызыл |
| 21                | Центр медицинской профилактики Кызыл                                     |
| Районные больницы |                                                                          |
| 1                 | Ак-довуракская детская городская больница Ак-Довурак                     |
| 2                 | Бай-тайгинская центральная районная больница (ЦРБ) с. Тээли              |
| 3                 | Барун-Хемчикская межкожуунный медицинский центр Ак-Довурак               |
| 4                 | Каа-хемская центральная районная больница (ЦРБ) с. Сарыг-Сеп             |
| 5                 | Пий-хемская центральная районная больница (ЦРБ) Туран                    |
| 6                 | Сут-хольская центральная районная больница (ЦРБ) с. Суг-Аксы             |
| 7                 | Тандинская центральная районная больница (ЦРБ) с. Бай-Хаак               |
| 8                 | Тес-хемская центральная районная больница (ЦРБ) с. Самагалтай            |
| 9                 | Улуг-хемская центральная районная больница (ЦРБ) Шагонар                 |
| 10                | Центральная районная больница п. Каа-Хем                                 |
| 11                | Эрзинская центральная районная больница (ЦРБ) Эрзин                      |

### Лечение минеральными водами
Население республики широко использует холодные аржааны Шивилиг, Уургайлыг, Когээн-Булак, Хемчик, Кара-Суг, Торгалыг, Улаатай, Маннайлыг и др. Для лечебных целей используются степные озёра с солёной водой: Дус-Холь, Чедер. Минеральные источники и озёра Тувы обладают уникальными целебными свойствами и находятся в очень живописных местах региона.
Разведаны и используются для бальнеологического применения на республиканских курортах минеральные воды Чедерского и Уш-Бельдирского месторождений. На курорте озера Чедер также используют лечебные грязи и рапу, бальнеологический курорт Уш-Белдир известен своими уникальными горячими источниками. Кроме этого, есть минеральные воды, пригодные для розлива.

## Экономика
Тыва — беднейший, дотационный регион РФ (уровень бедности в Республике в 2017 году составил 41,5 %). В Республике беспрецедентный уровень детской бедности. Численность детей в структуре населения порядка 35 % и из-за отсутствия занятости большая часть семей получает пособия. Из представленных товаров наибольший удельный вес занимает продукция отрасли сельского хозяйства — 68 %, промышленности — 23 %, сувенирная и прочая продукция — 9 %. Уровень безработицы (по методологии МОТ) на 2008 год составил 19,2 %.
В общероссийских экономических показателях доля Тывы составляет 0,1 % (за 2007 г.) За 2008 г. по объёму промышленного производства — 0,0 %, по объёму продукции сельского хозяйства — 0,2 %, по объёму розничного товарооборота — 0,1 %, по объёму инвестиций в основной капитал — 0,0 %.
Инвестиционный рейтинг региона — 3D, что означает низкий потенциал — экстремальный риск. Среди субъектов РФ по состоянию на 2020 год по инвестиционному риску регион занимал 83-е место (из 85), по инвестиционному потенциалу — 82-е место (из 85). Наименьший инвестиционный риск — экологический, наибольший — финансовый. Наибольший потенциал — природно-ресурсный. По рейтингу финансовой устойчивости регион относится к группе роста, по рейтингу экономической устойчивости — к группе стагнации, по рейтингу социальной устойчивости — к группе умеренного спада и по комплексному рейтингу антикризисной устойчивости — к группе роста.
В республике практически не ведётся жилищное строительство. Кроме того, в Тыве высокий уровень коррупции и развита клановость. Основной отраслью промышленности является горнодобывающая, возникшая на базе месторождений цветных металлов, асбеста, каменного угля, золота и других полезных ископаемых. Также значительно развиты пищевая, лесная и деревообрабатывающая отрасли промышленности.
Для развития экономики в республике существует губернаторский проект «Одно село — Один продукт», который стартовал в 2013 году. Более 178 млн рублей составил объём производства продукции участников проекта за 9 месяцев в 2015 году. Почти 16 млн рублей в виде налогов поступило в бюджет республики, в 2014 году за аналогичный период налоговые платежи составили 7, 67 млн рублей. Общий товарооборот выставки, посвящённой итогам 2016 года, составил более 5 млн рублей, в прошлом — 5,5 млн рублей.

### Горнодобывающая промышленность

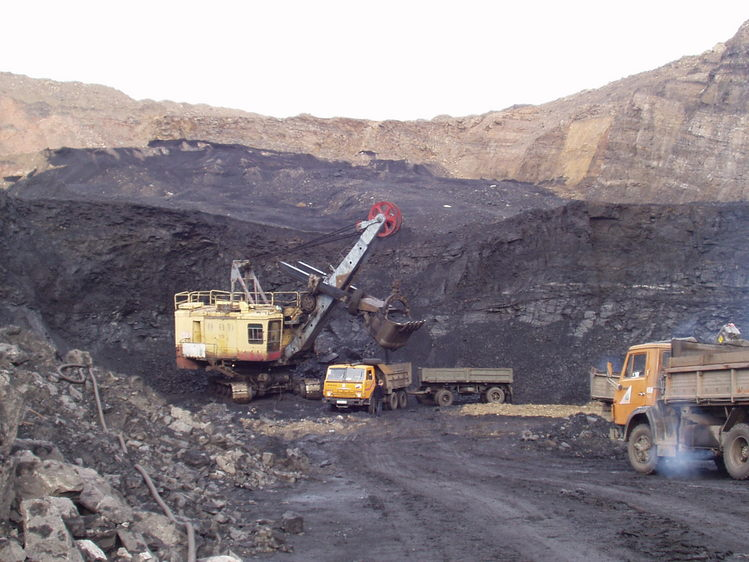
Чаданский угольный разрез

Недра Республики Тувы богаты рудами цветных и редких металлов, каменным углём, асбестом, железной рудой, сапфиром, хризолитом, золотом, ртутью, нефритом, разнообразными строительными материалами.
На территории республики расположен Улуг-Хемский угольный бассейн и два крупных хризотил-асбестовых месторождения.
Между Торе-Холским районом и Монголией расположены нефритовые залежи, вдоль границы Тес-Хемского района и Тандинского района расположены залежи цветных камней сапфиров, хризолитов.

### Энергетика
По состоянию на конец 2020 года, на территории Тывы эксплуатировалась 15 электростанций, из них 14 тепловых электростанций и одна малая ГЭС, общей мощностью 24 МВт, из которых в составе единой энергосистемы работает только Кызылская ТЭЦ мощностью 17 МВт, остальные электростанции работают изолированно. В 2020 году Кызылская ТЭЦ произвела 37 млн кВт·ч электроэнергии.

### Сельское хозяйство
На 1 января 2020 года численность сельского населения Тувы 150 тысяч человек, около 46 % населения.
Сельскохозяйственные угодья в хозяйствах всех категорий, по данным Всероссийской сельскохозяйственной переписи на 1 июля 2006 г., составили 1135 тыс. га, или 7 % всех земель республики, пашня — 57 тыс. га, или 0,3 %. В сельском хозяйстве республики развиты мясное скотоводство, овцеводство, козоводство и коневодство.
Губернаторский проект «Одно село — один продукт» с 2015 года будет продолжен на принципах кластерного подхода. Первый по значению — мясной. Якорным предприятием здесь предполагается сделать мясоперерабатывающий комбинат в селе Сукпак Кызылского района. Обеспечивать комбинат сырьём будут 2 убойных цеха в районах, которые традиционно являлись крупными животноводческими центрами. На юге Тувы — это Эрзинский, на западе — Дзун-Хемчикский районы. В качестве кластерных центров по производству и переработке молока рассматриваются Пий-Хемский, Каа-Хемский и Дзун-Хемчикский районы. Тоджинский район предлагается нацелить на специализацию в добыче и переработке рыбы. В городах Кызыле и Чадане, являющихся крупными транспортными узлами, создадут сеть оптово-логистических центров.
Животноводство
Тыва находится на 6-м месте среди регионов по развитию овцеводства. На начало 2020 года в Тыве содержится 1.134.572 голов овец и коз, из 23 миллионов на территории Россия.
На 1 января 2021 поголовье крупного рогатого скота в хозяйствах всех категорий составляет 189,6 тыс. голов (+6,6 %), из него коров 77,0 тыс. голов (-1,4 %), свиней 11,2 тыс. голов (-10,6 %), овец и коз 1,25 млн.мголов (-3,6 %), птицы 22,0 тыс. голов (-71,9 %).
В структуре поголовья скота на хозяйства населения приходилось 75,5 % крупного рогатого скота, свиней 83,5 %, овец и коз 52,3 %, поголовье птицы в сельхозорганизациях в 2020 сократилось на 99,4 %, поголовья коров увеличилось на 6,6 %, свиней на 6,7 %
В 2020 г. в хозяйствах всех категорий произведено скота и птицы на убой (в живом весе) 20,5 тыс. тонн (-5,5 %), молока 65,0 тыс. тонн, яиц — 6,7 млн штук.
Растениеводство
22 марта 2021 продолжается проведение фитопатологической экспертизы семян яровых зерновых культур специалистами филиала ФГБУ «Россельхозцентр» по Республике Тыва. Результаты фитоэкспертизы показывают, что семена яровых зерновых культур в основном заражены: альтернариозом; фузариозом; гельминтоспориозом; плесневыми грибами. Комплекс болезней на посевах зерновых культур снижает урожайность на 15—18 %.
В 2020 году с посевной площади 11 тысяч гектаров намолочено в общей сложности 17 тысяч тонн зерна, средняя урожайность составила 16 центнеров с гектара. Это на центнер больше, чем в прошлом году. А в 2018 году урожайность составила 13,5 ц/га. Показатели урожая 2020 года почти в два раза больше средних пятилетних значений 2004—2009 годов — 7-8 ц/га. Большая часть урожая — пшеница, которой получено более 10,5 тысячи тонн. Собрано также 2,7 тысячи тонн ячменя, 3,5 тысячи тонн овса, 146 тонн проса и 60 тонн гречихи.
Основная доля урожая зерновых культур выращена фермерами — 12 230 тонн, или 72 % от общего объёма. На сельхозкооперативы приходится 3959 тонн (23,3 %). На ЛПХ населения — 786 тонн (4,66 %). Наибольший объём зерна собран в Тандинском районе — 9087 тонн или 53,5 % от валового сбора. На втором месте Чаа-Хольский район — 3080 тонн. Замыкает тройку лидеров Пий-Хемский район — 2021 тонна.
В годы СССР среднегодовой валовой сбор зерна составлял около 215 тысяч тонн, а посевные площади только зерна достигали в Туве 230 тысяч га.
Если правильно подобрать сорт любой сельскохозяйственной культуры, рост урожайности может составлять до 200 %. Поэтому большое значение играет селекция. Так гибрид озимой пшеницы и ржи, озимая тритикале «Башкирская-3», показала в 2017 году урожайность в Тюменской области 87 ц/га. Урожайность голозерного овса у районированного в Туве сорта «Офеня» доходит до 60 ц/га.
По итогам уборочной кампании 2020 года сорт яровой пшеницы «Экстра», который был создан сотрудниками Уральского научно-исследовательского института сельского хозяйства, в хозяйствах Красноярского края, Новосибирской области показал урожайность 56 центнеров с гектара. В Кемеровской, Свердловской области 50 и 49 ц/га соответственно.
| тыс. гектар | 328 | 282 | 194,2 | 44,2 | 38,4 | 27,8 | 27,2 | 54,0 |

В 2012 году под инициативой Главы республики Шолбана Кара-оола была разработана программа «Развитие пантового мараловодства в Республике Тыва на 2013—2017 годы» для развития экономически эффективной и социально значимой отрасли. Уже через год в июле 2013 года был создан ГУП «Мараловодческое хозяйство «Туран»» местом размещения маралов был выбран Пий-Хемский район.
В конце февраля 2014 года в республику прибыла первая партия маралов, закупленных в Республике Алтай на племенном заводе «Абайский», в количестве 182 голов — 121 телёнка и 61 маралухи 3—6-летнего возраста. В июле доставлены самцы-рогачи в количестве 61 головы. Всего по состоянию на 29 сентября 2014 года в маралхозе «Туранский» насчитывалось 243 головы маралов. В планах дирекции хозяйства — приобретение ещё 300 голов племенных животных. С увеличением численности и продуктивности оленеводства острее встаёт задача по разработке и внедрению новых наукоёмких технологий и средств механизации глубокой переработки пантов и сброшенных рогов оленей северных, являющихся ценным сырьём для пищевой, медицинской и косметической промышленности.

### Предпринимательство
На 10 января 2018 года в Едином реестре субъектов малого и среднего предпринимательства по республике зарегистрировано 7096 единиц предпринимательства, увеличение с начала 2017 года составило 308 единиц субъектов МСП.
Среднесписочная численность работников субъектов малого и среднего предпринимательства по данным налоговой службы на 10 января 2018 г. составила 8423 ед.
Преобладающая доля сектора малого предпринимательства (98 %) — микробизнес, который обеспечивает реализацию товаров и услуг.
За последние 5 лет зафиксирован резкий рост количества субъектов малого и среднего предпринимательства.

### Древесина и другие природные ресурсы
Общие запасы древесины в Туве превышают 1 млрд м³.
На территории республики расположено более 50 термальных карбонатных источников. Большинство рек носит горный характер и обладает высокими гидроресурсами (более 8 ГВт).

### Транспорт

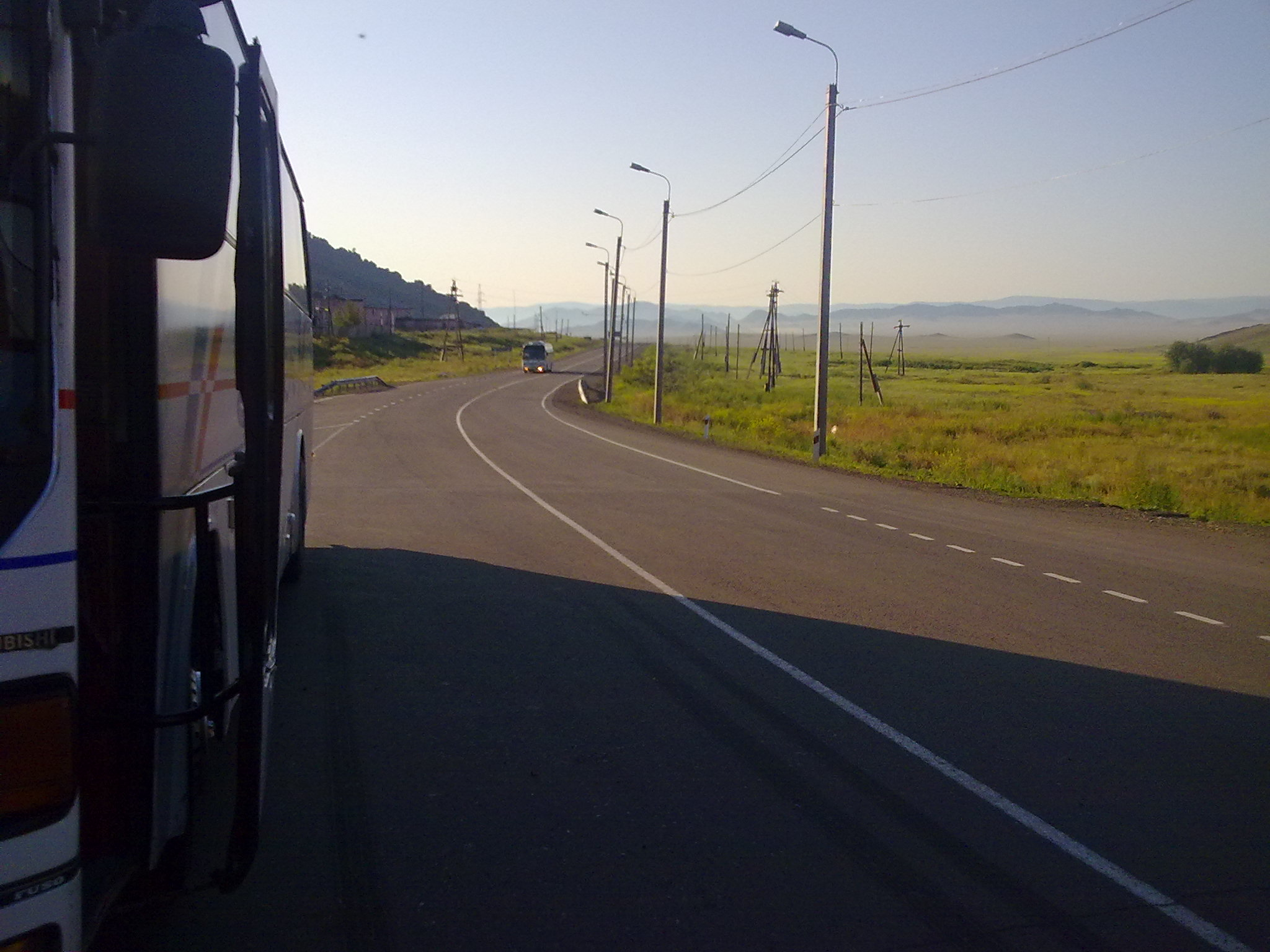
Федеральная автотрасса «Енисей» в районе поста «Шивилиг» в сторону Кызыла. Вид на Турано-Уюкскую котловину

Основной вид транспорта Республики Тыва автомобильный. Главная автомагистраль — федеральная автомобильная дорога Р-257 «Енисей» (до 31 декабря 2017 г. одновременно применяется прежний учётный номер — «М-54») — автомобильная дорога федерального значения (Красноярск — Абакан — Кызыл — государственная граница с Монголией). Участок Абакан — Кызыл известен также под историческим названием «Усинский тракт». Является главной транспортной артерией, связывающей Тыву со всеми регионами России. Проходит через Саяны.
В столице республики располагается аэропорт «Кызыл», через который осуществляется авиасообщение с Москвой (с 2015 года), Красноярском и Новосибирском, а также рядом удалённых районов Тувы.
Тува не имела железнодорожного сообщения, поэтому большое значение имеет для республики строительство железнодорожной линии Курагино — Кызыл в увязке с освоением минерально-сырьевой базы Тувы. Ввод железнодорожной линии в эксплуатацию планировался в 2020 году. В 2021 строительство возобновили, но на фоне COVID-19 строительство отложили на пять лет до 2026 года.

### Комментарии
1. ↑  Согласно республиканской конституции, названия Республика Тыва и Тува равнозначны[9].